# 何珣
何珣，字潤之，贵州織金人，清朝政治人物、進士出身。

## 生平
嘉慶十三年（1808年）戊辰科進士，二甲八十六名，后散館改刑部主事，官至廣西南寧知府。